# Église Notre-Dame-de-l'Assomption de Bernouville
Pour les articles homonymes, voir Notre-Dame.
L'église Notre-Dame-de-l'Assomption est située à Bernouville, dans l'Eure. Elle est partiellement inscrite au titre des monuments historiques,.

## Protection
La charpente et voûte lambrissée sont inscrites au titre des monuments historiques le 26 décembre 1927.